# Kontrakultura

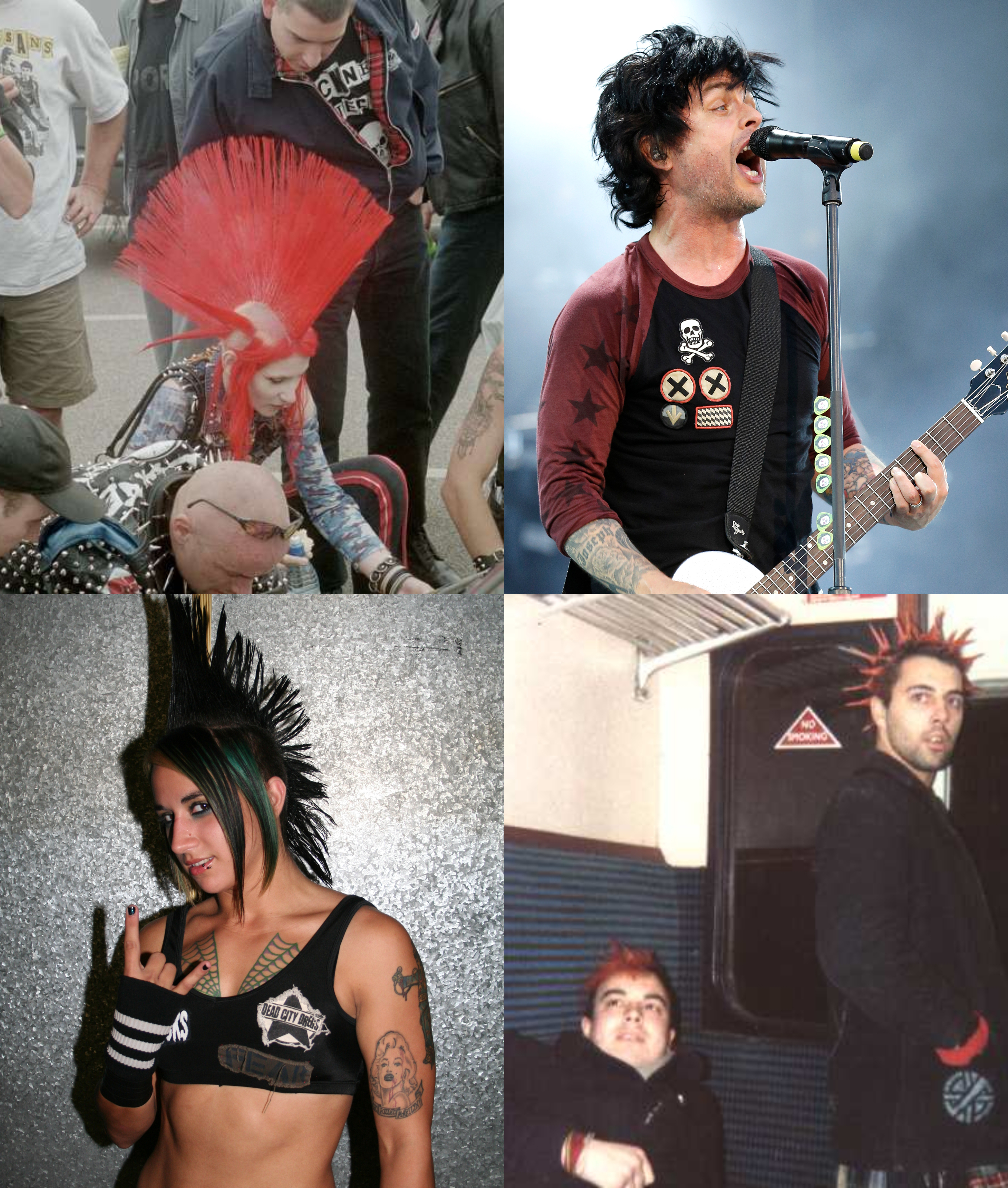
Punková subkultura, příklad kontrakultury

Kontrakultura je kultura, jejíž hodnoty a normy chování se podstatně liší od většinové společnosti, někdy diametrálně od tradičních kulturních zvyklostí. Kontrakulturní hnutí vyjadřuje étos a aspirace konkrétní populace během přesně definované éry. Když opoziční síly dosáhnou kritického množství, kontrakultury mohou vyvolat dramatické kulturní změny. Mezi prominentní příklady kontrakultur v západním světě patří Levelleři (1645–1650), bohémství (1850–1910), fragmentárnější kontrakultura beat generation (1944–1964), následovaná globalizovanou kontrakulturou 60. let (1964–1974).

## Historie
Kontrakultura vzniká se vznikem moderní doby (po roce 1789). První významnou kontrakulturou byl romantismus (1790–1840), v českých zemích byl jeho nejvýznamnější představitel Karel Hynek Mácha, který byl v opozici proti poklidu biedermeieru. Po roce 1848 to bylo bohémství (1850–1910). Po roce 1945 měla omezený dopad Beat generation. Naproti tomu celosvětový význam měli hippies a další kontrakultura 60. let. Na konci 70. let vznikl punk.